# Musée du Pétrole

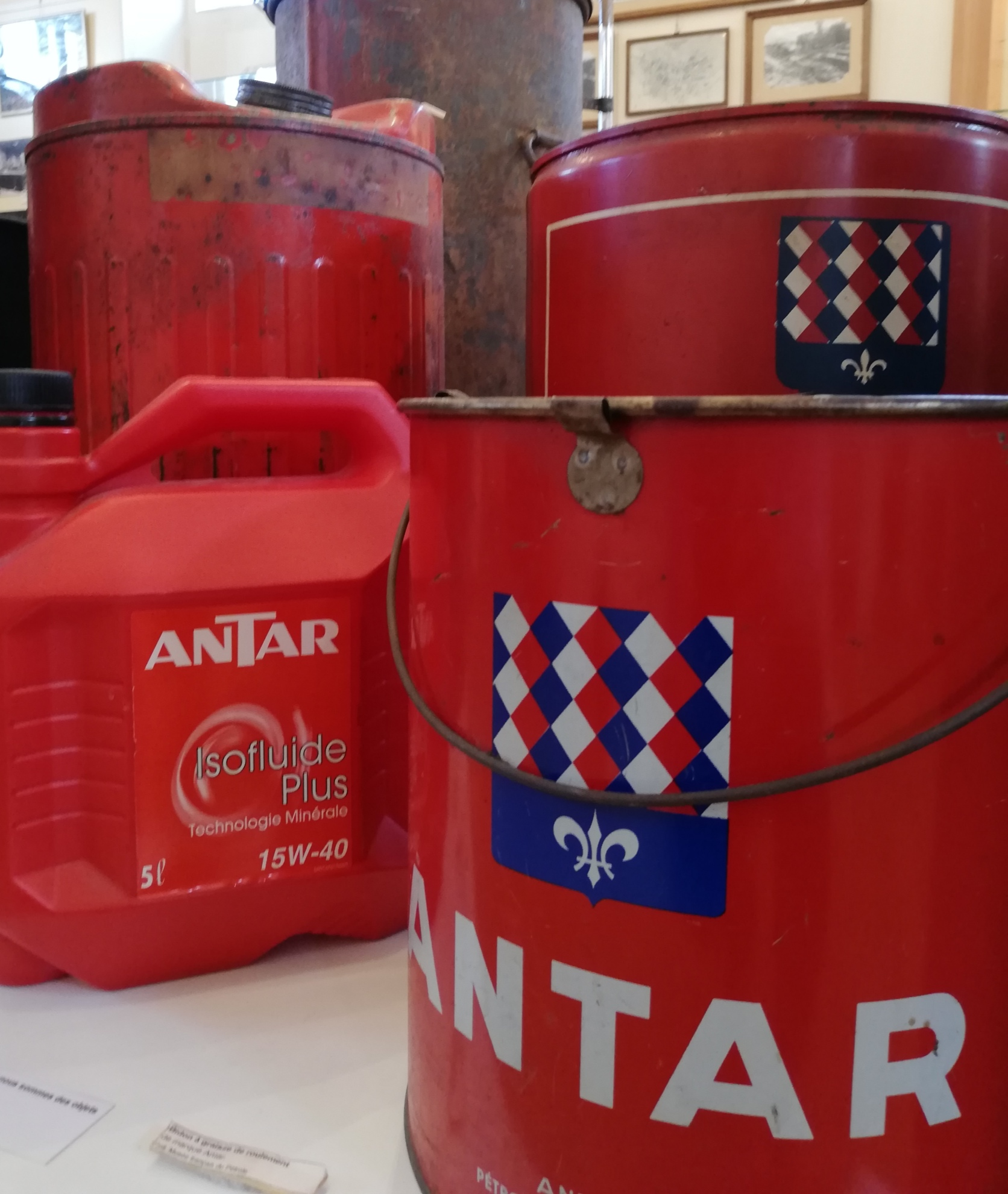
Kanister und andere Gefäße der Firma Antar aus Pechelbronn

Das Musée du Pétrole ist ein industriegeschichtliches Museum in der französischen Gemeinde Merkwiller-Pechelbronn im Département Bas-Rhin.

## Geschichte
In der Umgebung von Pechelbronn wurde seit dem ausgehenden Mittelalter Erdpech zu medizinischen Zwecken gewonnen. 1498 wird das Vorkommen erstmals erwähnt. Anfang des 18. Jahrhunderts begann die Ausbeutung in industriellem Rahmen. Pechelbronn entwickelte sich zur ersten Förderstätte für Rohöl in Europa. Seit 1917 wurde das Öl in 400 km langen Stollen auch bergmännisch gewonnen. Ab 1950 lief die Erdölförderung vor Ort aus. Mit der Schließung der Raffinerie im Jahr 1970 endete dieses Kapitel der französisch-deutschen Industriegeschichte endgültig.

## Ausstellung
Das nach der Stilllegung des Betriebs eröffnete Museum widmet sich in seiner Ausstellung in zwei großen Räumen und einem Nebengebäude den geologischen Verhältnissen in der Region und den Techniken der Ölgewinnung und -verarbeitung. Exponate und Fotografien veranschaulichen den Betrieb vor Ort, insbesondere aus der Ära der 1927 gegründeten Société des Huiles Antar (S. H. A.), die die Ölprodukte aus Pechelbronn vertrieb.